# Структурная геология
Структурная геология или морфологическая тектоника — раздел геотектоники, изучающий формы залегания горных пород в земной коре.

## Описание
Формы залегания горных пород или структурные формы делятся на первичные, то есть возникшие вместе с формированием самой породы, и вторичные, образовавшиеся в результате тектонических деформаций первичных форм.

## История
Структурная геология является наиболее ранним разделом геотектоники. Она зародилась в 1820—1830 годы с изучения тектонических дислокаций мелкого и среднего масштаба размером до десятков — первых сотен километров. Сформировавшись к 1880—1890 годам она переходит к выделению тектонических единиц континентального и глобального масштаба и постепенно перерастает в геотектонику.